# Dziura w Organach VI

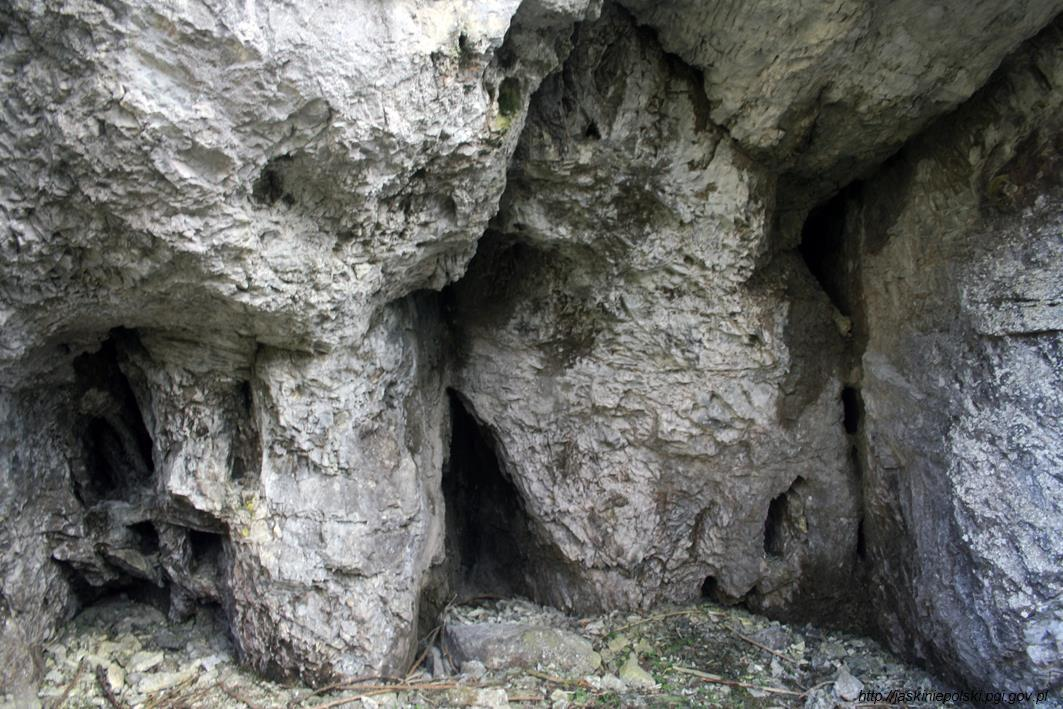
Sala w jaskini

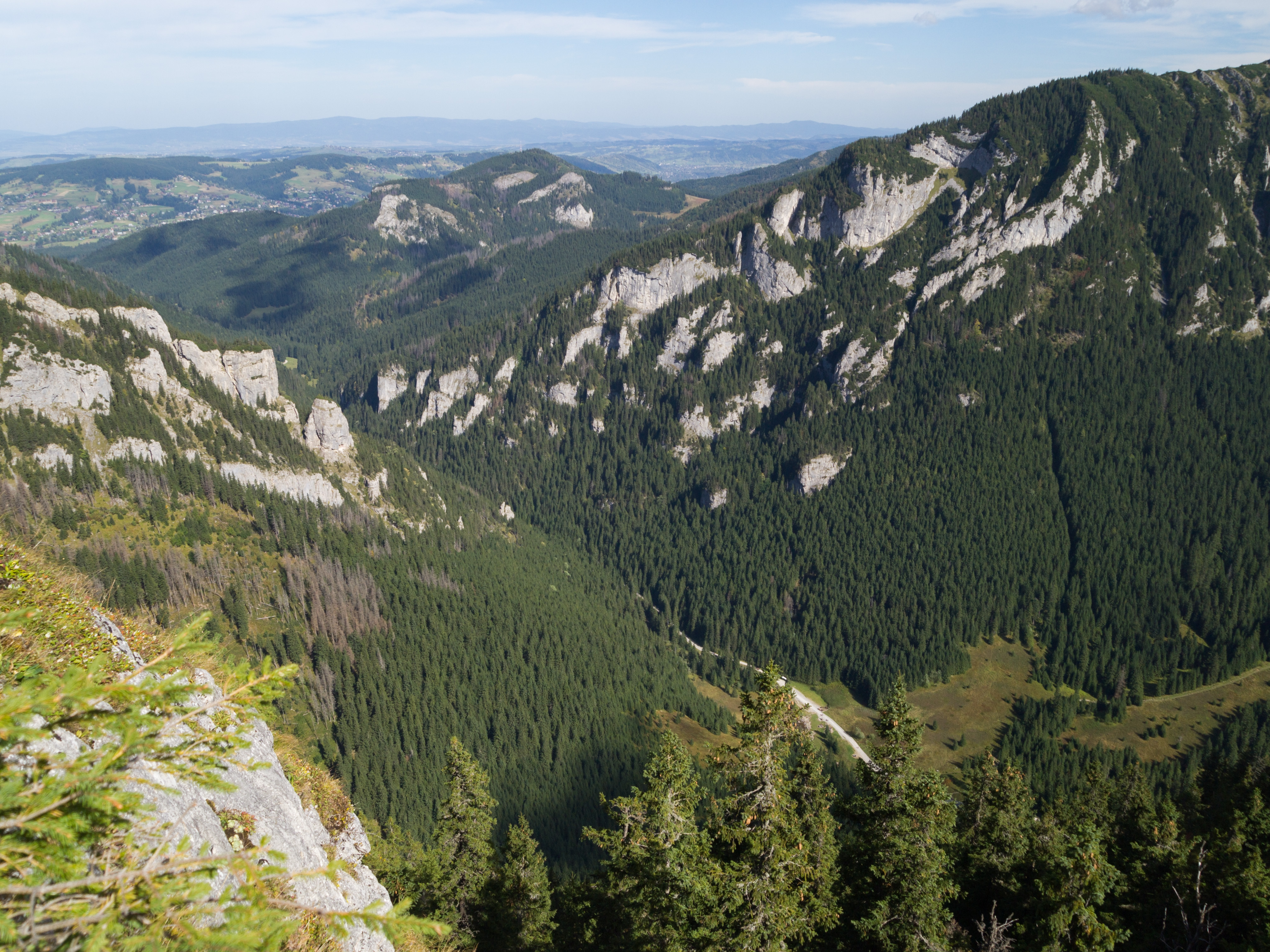
Na prawo południowo-zachodnie zbocza Organów

Dziura w Organach VI – jaskinia, a właściwie schronisko, w Dolinie Kościeliskiej w Tatrach Zachodnich. Wejście do niej znajduje się w południowej części Organów na wysokości 1025 metrów n.p.m. Jaskinia jest pozioma, a jej długość wynosi 7 metrów.

## Opis jaskini
Jaskinię tworzy obszerna sala znajdująca się za bardzo dużym otworem wejściowym. Odchodzą od niej cztery krótkie, szczelinowe korytarzyki.

## Przyroda
W jaskini można spotkać nacieki grzybkowe. Ściany są suche, rosną na nich rośliny kwiatowe, mchy, porosty, glony i paprocie.

## Historia odkryć
Jaskinia była znana od dawna. Jej pierwszy plan i opis sporządziła I. Luty przy pomocy M. Kropiwnickiej w 1993 roku.